# X 3700
Les X 3700 constituent une série de vingt anciens autorails de la Société nationale des chemins de fer français (SNCF).
Construits par De Dietrich à Reichshoffen et mis en circulation entre 1949 et 1950, les X 3700 sillonnent les lignes ferroviaires du Grand Est français, avec quelques incursions à l'étranger (Allemagne, Luxembourg ou Suisse). Ultime série d'une longue lignée d'autorails produits par De Dietrich, ils sont parmi les derniers commandés par la SNCF avant l'apparition des autorails unifiés.
Ils sont réformés entre 1973 et 1976 mais le X 3710, classé comme monument historique et racheté par une association, est préservé. Dix autorails identiques ont circulé sur les lignes luxembourgeoises des CFL ; l'un d'entre eux est aussi sauvegardé.

## Genèse de la commande
Le 7 juin 1944, afin de reconstituer au plus vite son parc d'autorail après la Seconde Guerre mondiale, la SNCF décide l'achat d'un certain nombre d'autorails auprès de Renault et de De Dietrich. Modifiée à plusieurs reprises, la commande ferme est de vingt X 3700 dérivés des X 42000, signifiée à De Dietrich le 28 janvier 1948 ; trente-cinq autorails au type « ABJ4 », les X 3600, sont commandés à Renault à la même date. Ces deux séries sont les dernières livrées à la SNCF avant l'apparition des autorails unifiés, commandés en grand nombre et destinés à circuler sur l'ensemble du réseau.
De son côté, en mars 1948, la Société nationale des chemins de fer luxembourgeois (CFL) commande à De Dietrich dix autorails identiques aux X 3700 et immatriculés Z 101 à Z 110 ; ils sont livrés entre février et novembre 1949 et circulent sur toutes les lignes luxembourgeoises.

## Caractéristiques et aménagements

### Caractéristiques techniques

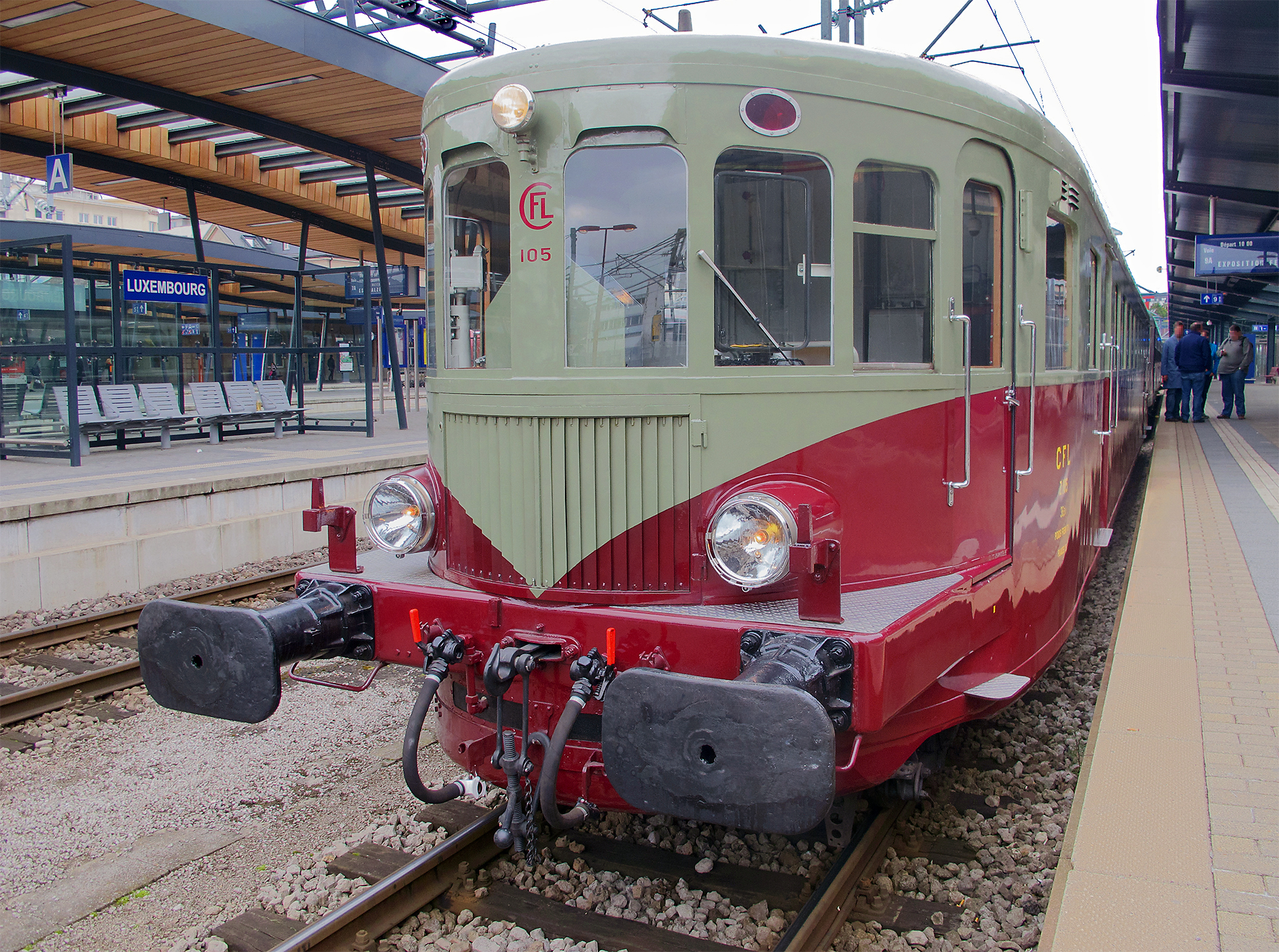
Face avant du Z 105.

La série des X 3700 est construite par De Dietrich dans son usine de Reichshoffen. Les livraisons s'échelonnent du 27 septembre 1949 au 6 juillet 1950 à raison de trois exemplaires en 1949 et dix-sept en 1950.
Ces autorails sont extérieurement très semblables à ceux de la série X 42000, livrée par le même constructeur à plusieurs réseaux français puis à la SNCF de 1935 à 1942 ; ils en sont également proches techniquement, sans apporter d'innovation technique majeure.
Réversibles, ils sont équipés de deux moteurs Diesel Saurer, à six cylindres en ligne, de type BXDS d'une puissance unitaire 118 kW (160 ch) à 1 500 tr/min fabriqués sous licence par la compagnie lilloise de moteurs. En privilégiant le recours à deux moteurs de moyenne puissance, De Dietrich se démarque de Renault qui, pour sa part, équipe ses autorails d'une seul moteur plus puissant.
La transmission associe une boîte de vitesses Mylius CV2 mécanique à quatre rapports synchronisés et un inverseur. Le montage des moteurs directement sur le châssis des bogies — leur empattement est de 3,500 m — est une constante chez De Dietrich ; cela simplifie la transmission, limite les vibrations de la caisse et abaisse le centre de gravité de l'autorail, facteur améliorant la tenue de voie. La caisse de l'autorail est construite sur le principe du longeron-paroi.
Leur vitesse maximale est de 120 km/h. Ils ne sont pas couplables à la différence des X 42000 mais jumelables entre eux ou avec d'autres types d'autorails : en service commercial, un X 3700 est parfois jumelé avec un autre autorail de la même série ou avec un X 4300. Les autorails peuvent tracter une remorque de 30 t (remorque d'autorail unifiée ou voiture « conventionnelle » du parc SNCF) et sont, à cet effet, munis d'un attelage standard et de tampons. Les faces frontales sont munies d'un troisième phare en position haute, ce qui permet aux autorails de circuler sur les lignes allemandes où cet équipement est obligatoire.
Au cours de leur carrière, les X 3700 bénéficient de plusieurs modifications techniques visant à améliorer le confort du conducteur et des passagers, à optimiser le comportement en ligne et à faciliter la maintenance ; celle-ci s'effectue, hors opérations courantes réalisées dans les dépôts eux-mêmes, aux ateliers de Bischheim.

Diagramme simplifié d'un X 3700.

### Livrées et aménagements intérieurs
Les X 3700 sont mis en service dans la livrée habituelle des autorails à la fin des années 1940 : bas de caisse rouge vermillon, ceinture des baies et pavillon crème. À partir de 1968 et comme sur l'ensemble du parc autorails, sauf exceptions, le pavillon est repeint en rouge vermillon pour améliorer la visibilité et la bande crème descend plus bas sous les baies.
Deux plateformes d'accès, ouvertes sur l'extérieur par des portes à un battant, encadrent un espace voyageurs unique. Les autorails peuvent accueillir 81 passagers de troisième, puis de seconde classe à partir de 1956 lorsque la troisième classe est supprimée, dont 75 places sur des banquettes (3 + 2 places de front) dans le compartiment et trois strapontins sur chaque plateforme d'accès. Un compartiment postal (1 t de charge) prend place entre l'une de ces plateformes et un local moteur ; un espace à bagages, dont une partie est occupée par la chaudière et les toilettes, admet 1,8 t de charge entre la seconde plateforme d'accès et l'autre moteur. À la différence des X 42000, la salle voyageurs n'est pas chauffée par la circulation des gaz d'échappement dans des tubes, jugée trop dangereuse, mais grâce à une chaudière au coke, en tôle puis en fonte, et des radiateurs à eau,.

## Carrière

### Dépôts titulaires
Les X 3700 ont toujours été affectés à des dépôts alsaciens ou lorrains. Au fur et à mesure de leur livraison, ils rejoignent le dépôt de Nancy où ils remplacent des autorails Standard et des ABJ 1 et 2 mais ce centre ferme en 1951 et les autorails sont mutés à Metz-Sablon, qui accueille tout ou partie de la série jusqu'à sa radiation complète en 1976. D'autres dépôts se voient dotés de X 3700, mais pour une durée assez réduite : l'Île-Napoléon, Vesoul ou Strasbourg,.
| dépôt titulaire       | 01/01/1950 | 01/01/1953 | 01/01/1956 | 01/01/1961 | 01/01/1965 | 01/01/1973 | 01/01/1976 |
| --------------------- | ---------- | ---------- | ---------- | ---------- | ---------- | ---------- | ---------- |
| Nancy                 | 20         |            |            |            |            |            |            |
| Mulhouse-Île-Napoléon |            | 6          | 6          |            |            |            |            |
| Metz-Sablon           |            | 10         | 14         | 20         | 12         | 20         | 7          |
| Vesoul                |            | 4          |            |            |            |            |            |
| Strasbourg            |            |            |            |            | 8          |            |            |
| TOTAL                 | 20         | 20         | 20         | 20         | 20         | 20         | 7          |

À partir de 1963, l'arrivée des X 4300, plus performants et confortables ainsi que le renforcement de la dotation des X 2400 entraînent une baisse de l'activité des X 3700. Les X 3701 et 3714 sont les premiers à être radiés en novembre 1973, même si les 3703 et 3718, en panne et garés à Bischeim, ne circulent plus depuis deux ans. Les radiations se poursuivent en 1974 et 1975, les derniers exemplaires disparaissant des inventaires de la SNCF en décembre 1976 après avoir assuré des navettes de service à Metz et Strasbourg,,. À l'exception du 3710, préservé, tous les autres autorails sont détruits sur des chantiers de démolition dans le nord-est de la France ou à Culoz.
Le X 3705 détient, pour cette série, le record du kilométrage parcouru avec 2 212 488 km, les parcours des autres exemplaires étant tous supérieurs à 2 070 000 km. D'une conception simple et robuste et mettant en œuvre des solutions techniques déjà éprouvées, les X 3700 n'ont jamais subi, sauf à la fin de leur carrière, une longue immobilisation à la suite de panne et aucune unité n'a été radiée prématurément.

### Services assurés
En raison de leur nombre réduit, les X 3700 se cantonnent aux circulations sur les lignes d'Alsace et de Lorraine, assurant ponctuellement quelques services vers Dijon, le nord de la Franche-Comté ou l'Allemagne (Sarrebruck, Trèves).
Lignes parcourues par les X 3700 (liste non exhaustive) : 
- Thionville - Luxembourg (en service international)
- Thionville - Charleville-Mézières
- Charleville-Mézières - Revin
- Longwy - Longuyon
- Haguenau - Saverne
- Culmont-Chalindrey - Gray
- Strasbourg - Sarreguemines - Sarrebruck (en service international)
- Strasbourg - Sarreguemines
- Strasbourg - Molsheim - Saint-Dié-des-Vosges
- Strasbourg - Molsheim - Obernai - Barr - Sélestat
- Strasbourg - Mulhouse - Bâle (en service international)
- Mulhouse - Chalampé - Neuenbourg (en service international)
- Mulhouse - Thann - Kruth
- Colmar - Neuf-Brisach Gare
- Colmar - Nancy

## Autorails préservés
Le X 3710, qui appartient au Train Thur Doller Alsace (Cernay) ; repeint dans sa livrée d'origine, il est l'unique exemplaire de ce type conservé en France. Il est classé comme objet monument historique français depuis 2011.
Au Luxembourg le Z 105 est préservé par l'Institut national pour le patrimoine architectural et se trouve en état de marche. L'État luxembourgeois en est propriétaire mais l'association « Groupement des mais du rail » est chargée de son entretien ainsi que de son exploitation,.

## Modélisme
Ce type d'autorail a été reproduit en HO par la firme AS. Il existe également un kit complet bronze-laiton à monter par assemblage et soudure produit par Loco Set Loisirs (réf 9420S).
Un modèle était annoncé pour juin 2020 par la société Mistral Trains Models en HO ainsi que sa version CFL Z 105 (Luxembourg).
Il existe aussi un kit à l'échelle Z (1:220) produit artisanalement en impression 3D à peindre et à motoriser.